# Sint Maartens voetbalelftal (mannen)
Het Sint Maartens voetbalelftal is een team van voetballers dat Sint Maarten vertegenwoordigt bij internationale wedstrijden, zoals de Caribbean Cup. Het moet niet verward worden met het team van Sint-Maarten (met koppelteken), dat de Franse helft van het eiland vertegenwoordigt.
Sint Maarten is aangesloten bij de Caraïbische Voetbalunie (CFU) en de CONCACAF. Omdat het tot 10 oktober 2010 een deel van de Nederlandse Antillen was, kon het zich niet aansluiten bij de FIFA en kon het daarom ook nog niet meedoen aan de kwalificatiewedstrijden voor het wereldkampioenschap.

## Deelname aan internationale toernooien
Sint Maarten nam in 1989 voor het eerst deel aan de kwalificatiewedstrijden voor de Caribbean Cup. Op 23 april 1989 speelde het zijn eerste wedstrijd tegen Saint Vincent en de Grenadines (1–6). In 1993 wist het land zich te kwalificeren voor een eindronde. Het won groep 4 in de kwalificatie. Zowel Antigua en Barbuda als Anguilla werden verslagen. In die eindronde kwam Sint Maarten in een poule terecht met Jamaica (0–2), Saint Kitts en Nevis (2–2) en Puerto Rico (0–3) en werd laatste.

### Gold Cup
| CONCACAF Gold Cup overzicht | CONCACAF Gold Cup overzicht | CONCACAF Gold Cup overzicht | CONCACAF Gold Cup overzicht | CONCACAF Gold Cup overzicht | CONCACAF Gold Cup overzicht | CONCACAF Gold Cup overzicht | CONCACAF Gold Cup overzicht | CONCACAF Gold Cup overzicht |
| Jaar                        | Ronde                       | Wed.                        | W                           | G                           | V                           | DV                          | DT                          | Kwal                        |
| --------------------------- | --------------------------- | --------------------------- | --------------------------- | --------------------------- | --------------------------- | --------------------------- | --------------------------- | --------------------------- |
| 1991                        | Geen deelname               | Geen deelname               | Geen deelname               | Geen deelname               | Geen deelname               | Geen deelname               | Geen deelname               | Geen deelname               |
| 1993                        | Niet gekwalificeerd         | Niet gekwalificeerd         | Niet gekwalificeerd         | Niet gekwalificeerd         | Niet gekwalificeerd         | Niet gekwalificeerd         | Niet gekwalificeerd         | Niet gekwalificeerd         |
| 1996                        | Niet gekwalificeerd         | Niet gekwalificeerd         | Niet gekwalificeerd         | Niet gekwalificeerd         | Niet gekwalificeerd         | Niet gekwalificeerd         | Niet gekwalificeerd         | Niet gekwalificeerd         |
| 1998                        | Niet gekwalificeerd         | Niet gekwalificeerd         | Niet gekwalificeerd         | Niet gekwalificeerd         | Niet gekwalificeerd         | Niet gekwalificeerd         | Niet gekwalificeerd         | Niet gekwalificeerd         |
| 2000–2003                   | Geen deelname               | Geen deelname               | Geen deelname               | Geen deelname               | Geen deelname               | Geen deelname               | Geen deelname               | Geen deelname               |
| 2005                        | Teruggetrokken              | Teruggetrokken              | Teruggetrokken              | Teruggetrokken              | Teruggetrokken              | Teruggetrokken              | Teruggetrokken              | Teruggetrokken              |
| 2007–2015                   | Geen deelname               | Geen deelname               | Geen deelname               | Geen deelname               | Geen deelname               | Geen deelname               | Geen deelname               | Geen deelname               |
| 2017                        | Teruggetrokken              | Teruggetrokken              | Teruggetrokken              | Teruggetrokken              | Teruggetrokken              | Teruggetrokken              | Teruggetrokken              | Teruggetrokken              |
| 2019                        | Niet gekwalificeerd         | Niet gekwalificeerd         | Niet gekwalificeerd         | Niet gekwalificeerd         | Niet gekwalificeerd         | Niet gekwalificeerd         | Niet gekwalificeerd         | Niet gekwalificeerd         |
| 2021                        | Niet gekwalificeerd         | Niet gekwalificeerd         | Niet gekwalificeerd         | Niet gekwalificeerd         | Niet gekwalificeerd         | Niet gekwalificeerd         | Niet gekwalificeerd         | Niet gekwalificeerd         |
| 2023                        | Niet gekwalificeerd         | Niet gekwalificeerd         | Niet gekwalificeerd         | Niet gekwalificeerd         | Niet gekwalificeerd         | Niet gekwalificeerd         | Niet gekwalificeerd         | Niet gekwalificeerd         |

### Nations League
| 2019–20 | C | 4 | 0 | 0 | 4 | 6  | 15 | C |
| 2022–23 | C | 6 | 3 | 2 | 1 | 19 | 9  | B |
| 2023–24 | B | 6 | 2 | 0 | 4 | 6  | 15 | B |
| 2024–25 | B | 6 | 3 | 0 | 3 | 7  | 18 | B |

### Caribbean Cup
| Caribbean Cup overzicht | Caribbean Cup overzicht | Caribbean Cup overzicht | Caribbean Cup overzicht | Caribbean Cup overzicht | Caribbean Cup overzicht | Caribbean Cup overzicht | Caribbean Cup overzicht | Caribbean Cup overzicht |
| Jaar                    | Ronde                   | Wed.                    | W                       | G                       | V                       | DV                      | DT                      | Kwal                    |
| ----------------------- | ----------------------- | ----------------------- | ----------------------- | ----------------------- | ----------------------- | ----------------------- | ----------------------- | ----------------------- |
| 1989                    | Niet gekwalificeerd     | Niet gekwalificeerd     | Niet gekwalificeerd     | Niet gekwalificeerd     | Niet gekwalificeerd     | Niet gekwalificeerd     | Niet gekwalificeerd     | Niet gekwalificeerd     |
| 1990–1991               | Geen deelname           | Geen deelname           | Geen deelname           | Geen deelname           | Geen deelname           | Geen deelname           | Geen deelname           | Geen deelname           |
| 1992                    | Niet gekwalificeerd     | Niet gekwalificeerd     | Niet gekwalificeerd     | Niet gekwalificeerd     | Niet gekwalificeerd     | Niet gekwalificeerd     | Niet gekwalificeerd     | Niet gekwalificeerd     |
| 1993                    | Groepsfase              | 5                       | 2                       | 1                       | 2                       | 4                       | 7                       | (Kwal.)                 |
| 1994                    | Niet gekwalificeerd     | Niet gekwalificeerd     | Niet gekwalificeerd     | Niet gekwalificeerd     | Niet gekwalificeerd     | Niet gekwalificeerd     | Niet gekwalificeerd     | Niet gekwalificeerd     |
| 1995                    | Niet gekwalificeerd     | Niet gekwalificeerd     | Niet gekwalificeerd     | Niet gekwalificeerd     | Niet gekwalificeerd     | Niet gekwalificeerd     | Niet gekwalificeerd     | Niet gekwalificeerd     |
| 1996                    | Niet gekwalificeerd     | Niet gekwalificeerd     | Niet gekwalificeerd     | Niet gekwalificeerd     | Niet gekwalificeerd     | Niet gekwalificeerd     | Niet gekwalificeerd     | Niet gekwalificeerd     |
| 1997                    | Niet gekwalificeerd     | Niet gekwalificeerd     | Niet gekwalificeerd     | Niet gekwalificeerd     | Niet gekwalificeerd     | Niet gekwalificeerd     | Niet gekwalificeerd     | Niet gekwalificeerd     |
| 1998                    | Geen deelname           | Geen deelname           | Geen deelname           | Geen deelname           | Geen deelname           | Geen deelname           | Geen deelname           | Geen deelname           |
| 1999                    | Teruggetrokken          | Teruggetrokken          | Teruggetrokken          | Teruggetrokken          | Teruggetrokken          | Teruggetrokken          | Teruggetrokken          | Teruggetrokken          |
| 2001                    | Geen deelname           | Geen deelname           | Geen deelname           | Geen deelname           | Geen deelname           | Geen deelname           | Geen deelname           | Geen deelname           |
| 2005                    | Teruggetrokken          | Teruggetrokken          | Teruggetrokken          | Teruggetrokken          | Teruggetrokken          | Teruggetrokken          | Teruggetrokken          | Teruggetrokken          |
| 2007–2014               | Geen deelname           | Geen deelname           | Geen deelname           | Geen deelname           | Geen deelname           | Geen deelname           | Geen deelname           | Geen deelname           |
| 2017                    | Teruggetrokken          | Teruggetrokken          | Teruggetrokken          | Teruggetrokken          | Teruggetrokken          | Teruggetrokken          | Teruggetrokken          | Teruggetrokken          |

## Selectie
Bijgewerkt tot en met 18 november 2024, de interland tegen  Aruba in de CONCACAF Nations League 2024/25.
| Nr.         | Naam                | Wed. | Dlpnt. | Club              |
| ----------- | ------------------- | ---- | ------ | ----------------- |
| Doel        |                     |      |        |                   |
| 1           | Tyrell Richardson   | 13   | 0      | Alphense Boys     |
| 18          | Chandro Wilkin      | 0    | 0      | SCSA Eagles       |
| 23          | Cartalino Joseph    | 2    | 0      | TAC '90           |
| Verdediging |                     |      |        |                   |
| 2           | Ilounga Pata        | 15   | 1      | CD Mafra          |
| 3           | Mitchell de Nooijer | 14   | 0      | VV GOES           |
| 4           | Kael Richards       | 16   | 0      | City Soccer FC    |
| 5           | Diaro Forsythe      | 21   | 0      | SC 't Zand        |
| 14          | Duane Tjen-A-Kwoei  | 16   | 0      | VV Nieuwenhoorn   |
| 15          | Mike Richardson     | 1    | 0      | Alphense Boys     |
| Middenveld  |                     |      |        |                   |
| 6           | Oliver Hobgood      | 16   | 0      | AFC Dunstable     |
| 8           | Ties Kerssies       | 19   | 1      | RODA '46          |
| 9           | Imar Kort           | 12   | 2      | HSV De Zuidvogels |
| 10          | Kay Gerritsen       | 24   | 2      | DSOV              |
| 19          | Quinton Christina   | 13   | 1      | Inter Willemstad  |
| Aanval      |                     |      |        |                   |
| 7           | Chovanie Amatkarijo | 16   | 8      | GAIS Göteborg     |
| 11          | Sergio Hughes       | 19   | 2      | XerxesDZB         |
| 16          | T-Shawn Illidge     | 13   | 2      | Jong FC Den Bosch |
| 17          | Gerwin Lake         | 24   | 18     | VV Spijkenisse    |
| 21          | Elmer de Vries      | 19   | 2      | SV TOGB           |
| 22          | Len Bleeker         | 6    | 0      | VV Smitshoek      |

1 CONCACAF-lid · 2 geassocieerd CAF-lid · 3 geassocieerd OFC-lid · 4 geassocieerd AFC-lid